# أندرس تيغنيل
نيلز أندرس تيغنيل (بالإنجليزية: Anders Tegnell) من مواليد 17 أبريل 1956 في أوبسالا، السويد.هو موظف حكومي سويدي وطبيب متخصص في الأمراض المعدية. من عام 2013 وحتى استقالته في مارس 2022، شغل منصب عالم الأوبئة في السويد.
لعب تيجنيل دورًا رئيسيًا في الاستجابة السويدية لتفشي إنفلونزا الخنازير عام 2009 وجائحة كوفيد-19. خلال جائحة كوفيد-19 في عام 2020، أصبح شخصية مثيرة للجدل في السويد وعلى المستوى الدولي بسبب موقفه، إلى جانب وكالة الصحة العامة السويدية، المعارض للإغلاق الشامل وقيود السفر والاستخدام العام لأقنعة الوجه، وهي تدابير اعتمدتها معظم الدول للحد من انتشار الفيروس. كما قاد نهج السويد المختلف في التعامل مع الجائحة، مما أثار نقاشات واسعة حول سياستها الصحية.

## سيرة
أندش تيجنيل، طبيب سويدي ومتخصص في الأمراض المعدية، تخرج من جامعة لوند وتخصص في مستشفى لينكوبينج. عمل مع منظمة الصحة العالمية في لاوس لإنشاء برامج التطعيم وشارك في مواجهة تفشي فيروس الإيبولا في زائير عام 1995. حصل على دكتوراه في الطب وماجستير في علم الأوبئة، ثم تولى مناصب مختلفة في المعهد السويدي لمكافحة الأمراض المعدية والمجلس الوطني للصحة. شغل منصب عالم الأوبئة الحكومي في السويد من 2013 حتى 2022.